# Giuseppe da Copertino
(San Giuseppe da Copertino, detto n. 53, da Cento prescielti Detti del Venerabil Servo di Dio il Padre Giuseppe da Copertino, in Domenico Bernino, Vita del Venerabile Padre Frate Giuseppe da Copertino de' Minori Conventuali, Gio Battista Recurti, Venezia, 1726, Capitolo XXX)
Giuseppe da Copertino, al secolo Giuseppe Maria Desa (Copertino, 17 giugno 1603 – Osimo, 18 settembre 1663), è stato un presbitero italiano, appartenente all'Ordine dei frati minori conventuali. Fu beatificato da papa Benedetto XIV nel 1753, e proclamato santo da papa Clemente XIII nel 1767. È il santo patrono di Osimo e di Copertino, la cui festa si celebra il 18 settembre.

## Biografia

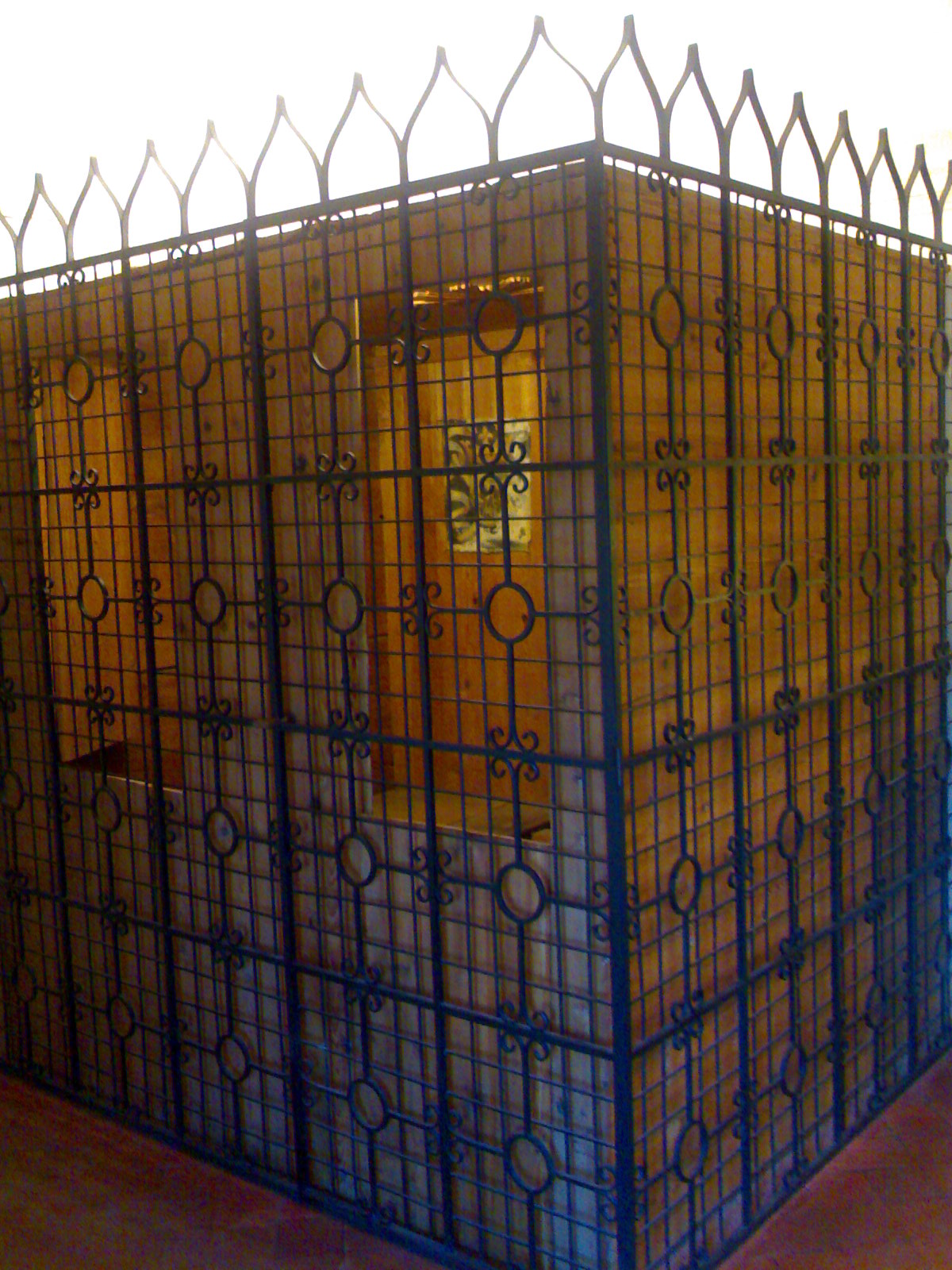
Cella di San Giuseppe a Osimo

Nacque il 17 giugno 1603 da Felice Desa e Franceschina Panaca a Copertino (nei pressi di Lecce), in una stalla ancora esistente nel suo stato primitivo. Da bambino era solito adornare le chiese di Copertino e volle creare una sorta di piccolo altare anche in un angolo della sua casa, davanti al quale passava parte del giorno a pregare. A sette anni iniziò la scuola, ma una grave malattia durata quattro anni lo costrinse ad abbandonarla. Costretto a letto, non rinunciava alla Messa, dove veniva portato in braccio dalla madre.
A 15 anni avvenne la guarigione, da lui attribuita all'intercessione della Madonna delle Grazie, al cui santuario a Galatone (Lecce) si era recato con la madre.
Durante la malattia aveva pensato di farsi sacerdote francescano: gli mancava però la dovuta istruzione, perciò venne rifiutato. Per tre anni fu oblato presso i frati cappuccini con il nome di Stefano, per i quali curava il refettorio. 
Il giovane desiderava il sacerdozio, al quale non poteva accedere perché sapeva a malapena leggere e scrivere. Sentendosi assistito da una speciale protezione della Vergine Maria, si mise con impegno sui libri e superò gli esami: il 20 marzo 1627 divenne diacono e prodigiosamente superò anche la prova per il sacerdozio. Per l'ordine al sacerdozio vi era un esame da sostenere con il vescovo di Castro, prelato molto esigente nelle sue verifiche, che dopo aver interrogato alcuni giovani preparatissimi, pensò che anche i restanti, tra i quali c'era Giuseppe, fossero ugualmente abili e senza ulteriori verifiche approvò tutti. Il 18 marzo 1628 fu ordinato sacerdote a Poggiardo ed il 28 dello stesso mese disse la sua prima Messa. Per 17 anni visse nel santuario della Madonna della Grottella a Copertino. Amava moltissimo la Madonna, che soleva chiamare «la mamma mia».
A san Giuseppe da Copertino vengono attribuiti miracoli, estasi e levitazioni: a causa di queste ultime subì due processi dinanzi al Sant'Uffizio per abuso di credulità popolare, accuse dalle quali fu pienamente assolto. Per sottrarlo alla curiosità popolare fu inviato dapprima ad Assisi (1639-1653), poi a Pietrarubbia (nelle Marche) e infine a Fossombrone (Pesaro 1653-1657), in isolati conventi-romitori dei Frati Cappuccini.

Il 9 luglio 1657 poté tornare dai suoi confratelli a Osimo dove, trascorsi gli ultimi sei anni di vita in completo isolamento, morì il 18 settembre 1663. Il suo corpo è custodito nella cripta del santuario, in un'urna di bronzo dorato.

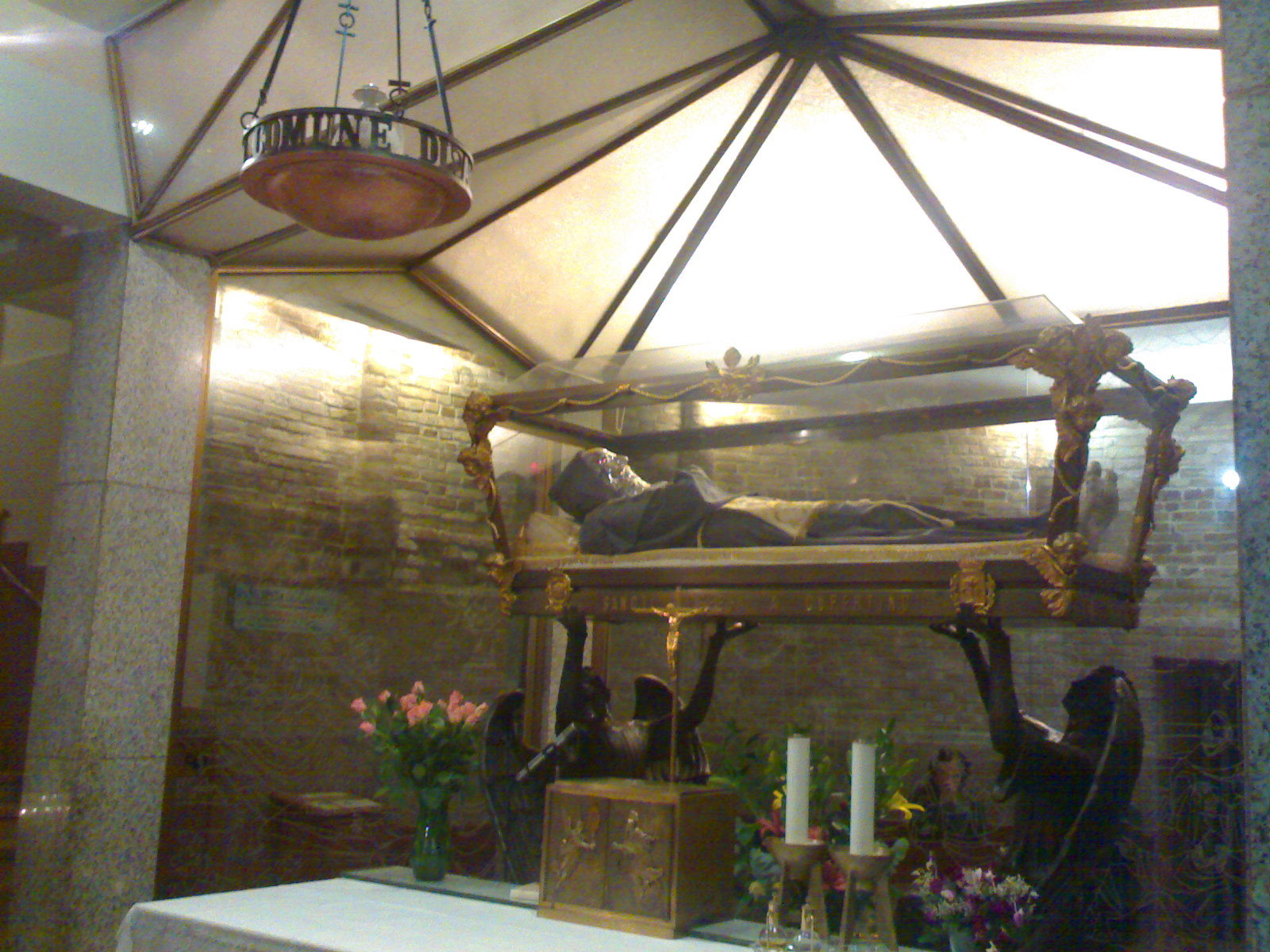
Corpo di San Giuseppe da Copertino nella cripta della Basilica omonima a Osimo

## Levitazioni, miracoli e profezie
Tra i fatti straordinari che si sarebbero verificati, la sua prima levitazione è documentata il 4 ottobre 1630, nel santuario della Madonna della Grottella a Copertino, dove si sollevò da terra fino all’altezza del pulpito. Le estasi e gli episodi di sollevamento da terra durante la celebrazione della messa divennero frequenti, davanti agli occhi della folla che arrivava a fare esperimenti sulla sua sensibilità con spilli e candele accese.
Cominciarono a verificarsi anche fatti considerati miracolosi dai fedeli, tanto che nel 1753 Domenico Andrea Rossi, Ministro Generale dei Minori Conventuali, pubblicò il "Compendio della vita, virtù e miracoli di S. Giuseppe di Copertino". Nel 1643 fu inviato ad Assisi, dove gli fu consegnata la cittadinanza onoraria. Anche in quella città rivelò doti profetiche, annunciando tre giorni prima dell'evento la morte di papa Urbano VIII. Nonostante la cultura limitata, quando parlava di Dio "aveva tanta fecondia nei discorsi teologici che pareva dotto e intelligente". Una scienza infusagli da Dio, secondo padre Roberto Nuti.
Nonostante fosse illetterato, a lui si rivolgevano numerosi teologi del tempo.

## Culto

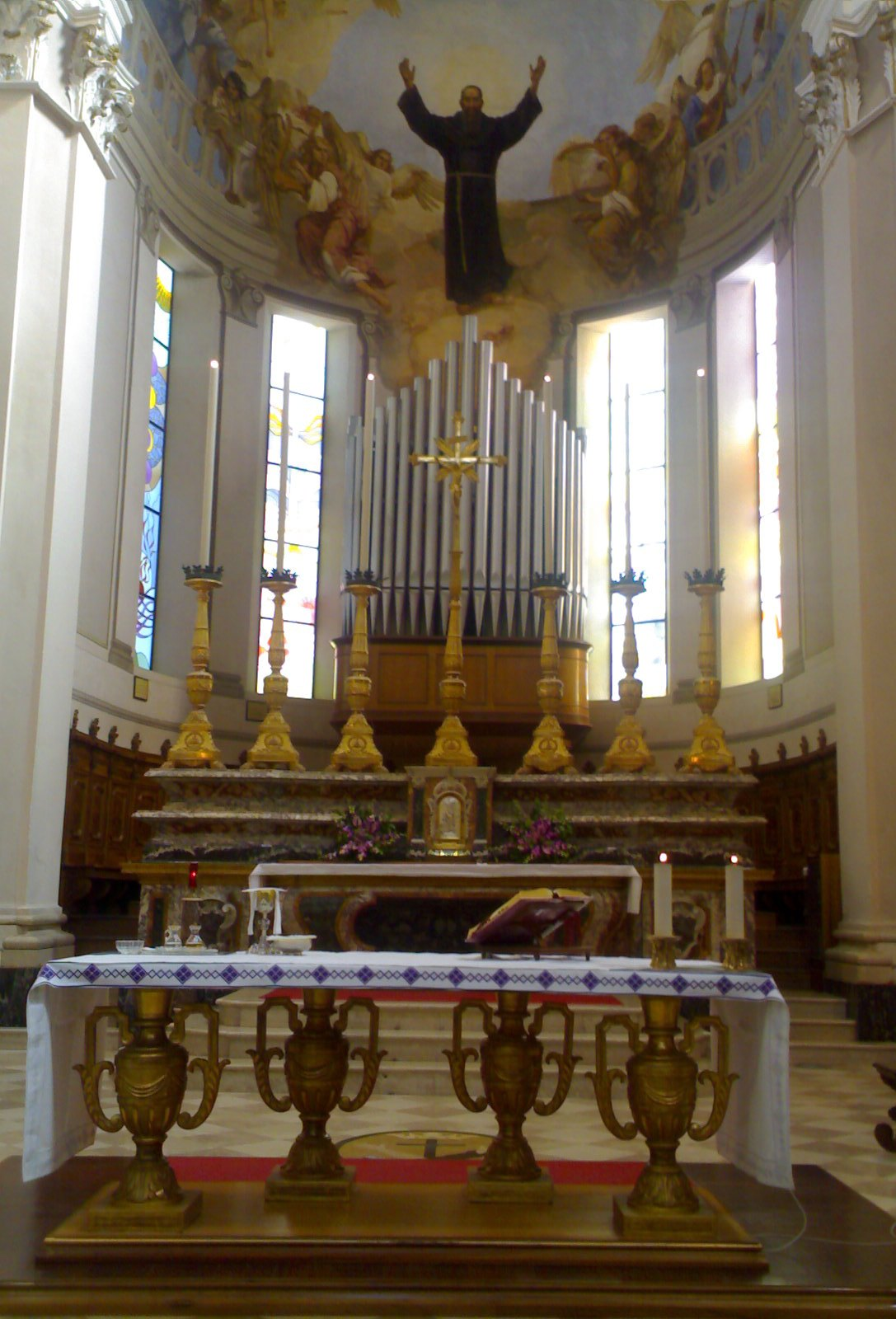
Affresco absidale di Gaetano Bocchetti raffigurante san Giuseppe da Copertino. Basilica di San Giuseppe da Copertino.

Fu beatificato da Benedetto XIV il 24 febbraio 1753 e dichiarato santo da Clemente XIII il 16 luglio 1767.
Nella cittadina di Poggiardo, dove venne consacrato sacerdote, viene venerato nella Domenica in Albis (domenica successiva alla Pasqua), con la processione in cui il simulacro viene vestito con i paramenti liturgici tradizionali, e il 18 settembre, a Copertino, giorno della memoria liturgica diocesana.

### Patrono degli studenti
È considerato patrono degli studenti, per aver superato in modo ritenuto prodigioso gli esami per accedere al sacerdozio, nonostante la sua scarsa preparazione culturale. Si ritiene possedesse il dono della scienza infusa, venendo interpellato anche da teologi. 

#### La preghiera dello studente
Al riguardo, nelle immaginette realizzate con approvazione ecclesiastica e dell'Ordine dei Frati Minori Conventuali, viene riportata la preghiera dello studente:
O san Giuseppe da Copertino,
amico degli studenti e protettore degli esaminandi,
vengo ad implorare da te il tuo aiuto.
Tu sai, per tua personale esperienza,
quanta ansietà accompagni l'impegno dello studio
(degli esami) e quanto facili siano il pericolo
dello smarrimento intellettuale e dello scoraggiamento.
Tu che fosti assistito prodigiosamente da Dio
negli studi e negli esami
per l'ammissione agli Ordini sacri,
chiedi al Signore
luce per la mia mente e forza per la mia volontà.
Tu che sperimentasti tanto concretamente
l'aiuto materno della Madonna,
Madre della speranza,
pregala per me,
perché possa superare facilmente
tutte le difficoltà negli studi e negli esami.
Amen.

### Il Santo negli USA
Gli aviatori cattolici statunitensi lo venerano come loro protettore. A San Giuseppe è legata anche l'importante città americana di Cupertino.

## Galleria d'immagini

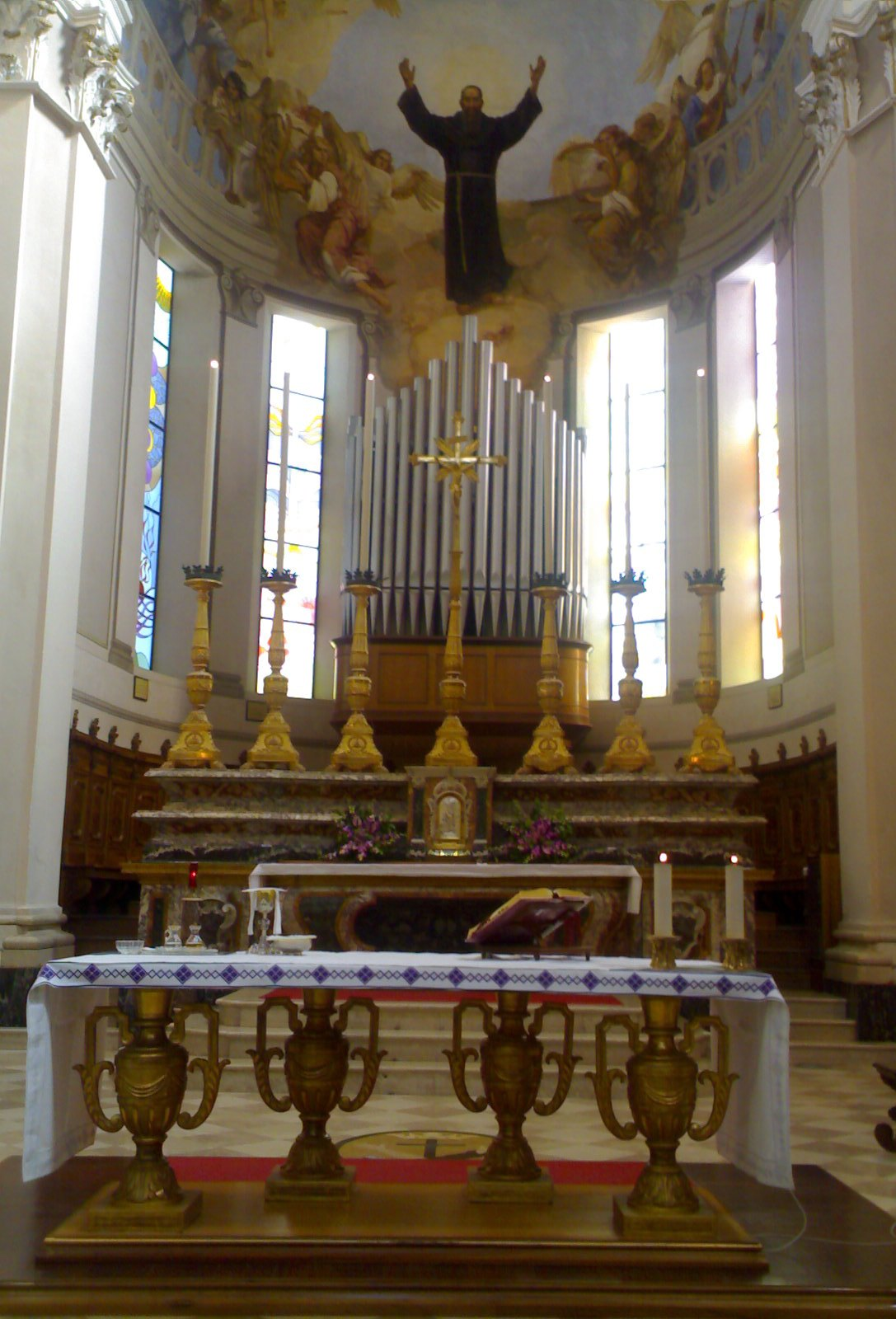
Basilica di San Giuseppe da Copertino a Osimo
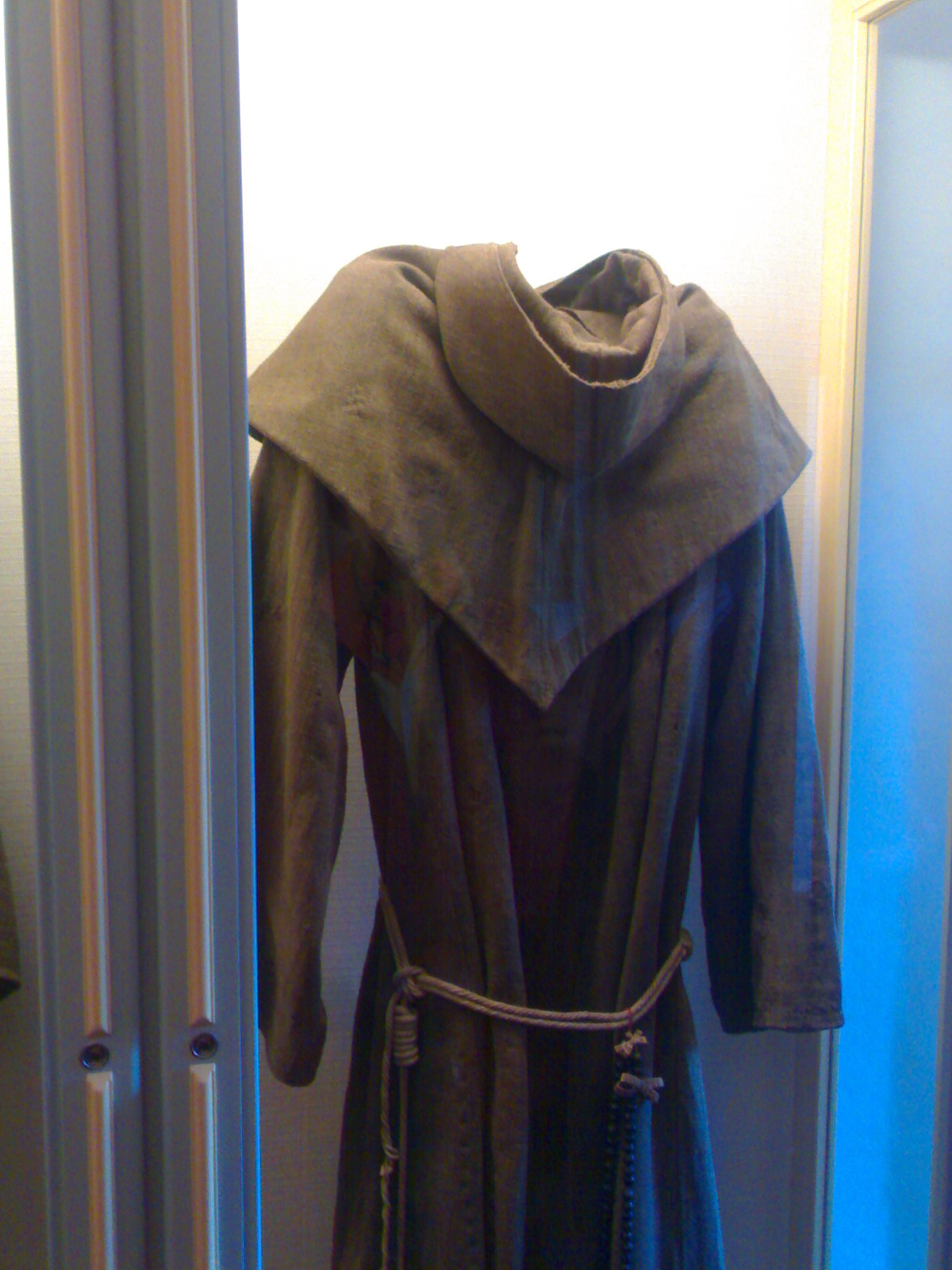
Saio a Osimo
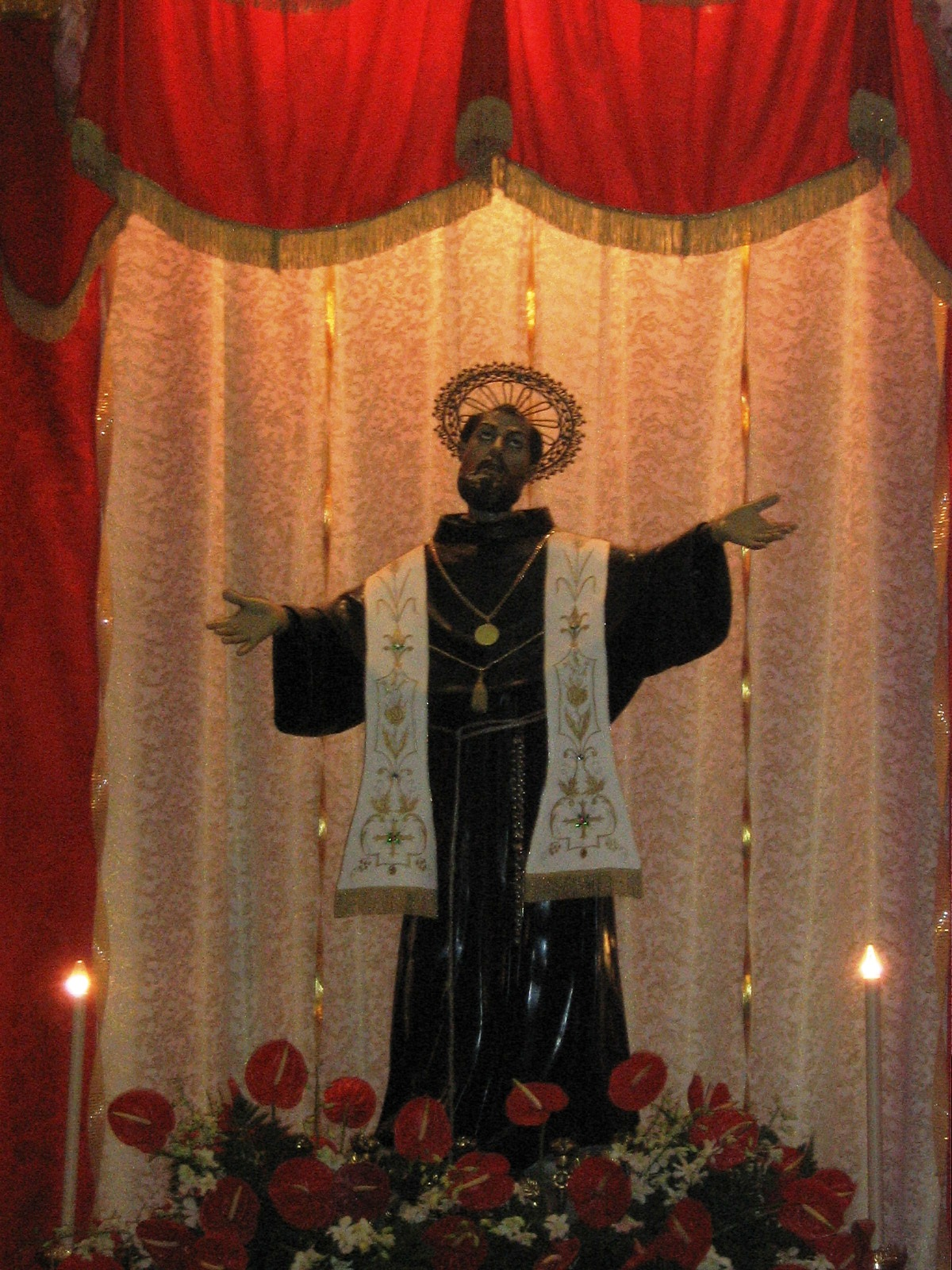
Statua del santo nella Basilica della Madonna della Neve a Copertino.

## Giuseppe da Copertino nella cultura di massa
- Il film Cronache di un convento (The Reluctant Saint, 1962), diretto da Edward Dmytryk, s'ispira ad alcuni episodi della vita di Giuseppe da Copertino.
- Giuseppe da Copertino viene citato nel film di Carmelo Bene Nostra Signora dei Turchi e successivamente A boccaperta, sceneggiatura cinematografica dedicata interamente al santo salentino.
- Giuseppe da Copertino viene citato nella seconda stagione della serie I liceali, nella quale Lucio Pregoni è convinto di essersi salvato da un incidente stradale per intercessione del santo.Favole e riflessi.
- Il Santo compare nel film C'era una volta... di Francesco Rosi, in cui viene rappresentato come protettore della protagonista Isabella (Sophia Loren), alla quale appare alcune volte con levitazione. Il ruolo di Giuseppe da Cupertino è interpretato da Leslie French.
- La sua figura viene citata nel numero 39 della serie a fumetti Sandman nell'episodio Terre Soffici che vede protagonisti Marco Polo e Rustichello da Pisa.
- Giuseppe da Copertino viene inoltre citato nel romanzo Fontamara di Ignazio Silone.
- Giuseppe da Copertino viene citato nel romanzo Il leopardo delle nevi di Peter Matthiessen.
- Nel documentario San Giuseppe da Copertino (2003), di Francesco G. Raganato, il popolo copertinese racconta il suo Santo.
- Giuseppe da Copertino viene citato nella serie Warehouse 13 nel quattordicesimo episodio della quarta stagione, incentrato sulla levitazione.
- A maggio 2019 Coconino Press pubblica Il divino inciampare. Vita e miracoli di San Giuseppe da Copertino di Miguel Angel Valdivia, graphic novel ispirato alla vita del santo.